# Битва на Марице
Битва на Марице или Битва при Черномене произошла на реке Марица, недалеко от деревни Черномен (в настоящее время Орменио в Западной Фракии) 26 сентября 1371 года между силами Османского государства, возглавляемыми бейлербеем Румелии Лала Шахином, и коалиционным войском братьев Вукашина (короля Прилепа) и Углеши (деспота Сереса) Мрнявчевичей. Битва стала неизбежна после падения Филиппополя под натиском османов.

## Результат
Одна из сербских хроник, «Запись монаха Исайи» в качестве предлога для начала конфликта между сербами и турками приводит намерение короля Углеша вместе со своим братом Вукашином изгнать турок из Македонии и Фракии.
Благодаря внезапному ночному нападению, османы одерживают убедительную победу. Главной причиной тому стало то, что в объединённом христианском войске не было должной дисциплины и отсутствовало боевое охранение, ввиду чего турки устроили фактически резню в лагере.
Неорганизованное сопротивление сербов было подавлено. Братья Мрнявчевичи, несмотря на попытки поднять воинов на решительную борьбу, были убиты в ночном бою.
После битвы начинается османское завоевание Македонии, и многие местные болгарские, сербские и греческие властители становятся вассалами султана.